# Caecilia pressula
Caecilia pressula és una espècie d'amfibis de la família Caeciliidae que habita a Guyana i, possiblement, al Brasil en boscos tropicals o subtropicals humits i a baixa altitud.